# Sophia Polyxena Concordia van Sayn-Wittgenstein-Hohenstein
Gravin Sophia Polyxena Concordia van Sayn-Wittgenstein-Hohenstein (Berlijn, 28 mei 1709 – Untere Schloss, Siegen, 15 december 1781), Duits: Sophia Polyxena Concordia Gräfin zu Sayn-Wittgenstein-Hohenstein (officiële titels: Gräfin zu Sayn, Wittgenstein und Hohenstein, Frau zu Homburg, Vallendar, Neumagen, Lohra und Klettenberg), was een gravin uit het Huis Sayn-Wittgenstein en door huwelijk vorstin van Nassau-Siegen.

## Biografie

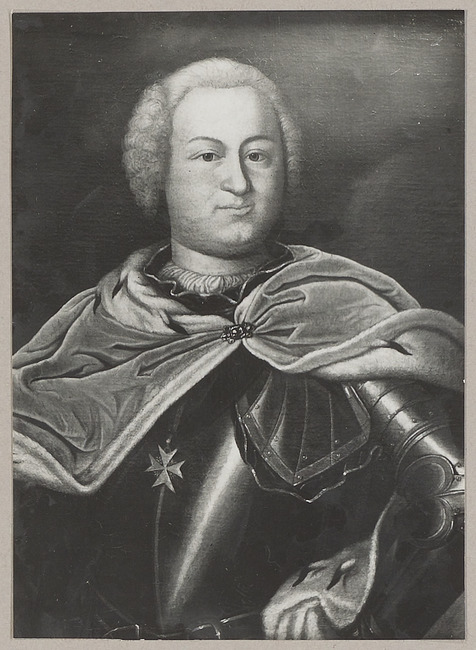
Vorst Frederik Willem II van Nassau-Siegen, de echtgenoot van Sophia Polyxena Concordia. Portret door Franz Lippold, 1733, Siegerlandmuseum, Siegen.

Sophia Polyxena Concordia werd op 28 mei 1709 in Berlijn geboren als de enige dochter van graaf August van Sayn-Wittgenstein-Hohenstein en diens eerste echtgenote gravin Concordia van Sayn-Wittgenstein-Hohenstein. Sophia Polyxena Concordia werd op 11 juni gedoopt in Berlijn, een week na het overlijden van haar moeder. Haar vader was tot 1710 opperhofmaarschalk aan het hof van koning Frederik I van Pruisen en maakte acht jaar (1702–1710) met minister-president Johann Kasimir Kolb Graf von Wartenberg en generaal-veldmaarschalk Alexander Hermann Graf von Wartensleben deel uit van het Drei-Grafen-Kabinett.
Sophia Polyxena Concordia huwde op Jachtslot Luwigseck bij Feudingen op 23 september 1728 met vorst Frederik Willem II van Nassau-Siegen (Nassauischer Hof, Siegen, 11 november 1706 – aldaar, 2 maart 1734), de enige zoon van vorst Frederik Willem Adolf van Nassau-Siegen en diens eerste echtgenote landgravin Elisabeth Juliana Francisca van Hessen-Homburg. Sophia Polyxena Concordia en Frederik Willem waren aan elkaar verwant, Elisabeth van Nassau-Siegen, de betovergrootmoeder van Sophia Polyxena Concordia was een oudere halfzuster van Hendrik van Nassau-Siegen, de overgrootvader van Frederik Willem.
Bij het overlijden van zijn vader in 1722 volgde Frederik Willem zijn vader op als de regerende landsheer in het protestantse deel van het vorstendom Nassau-Siegen en medeheerser van de stad Siegen. Hij bezat het ambt Siegen (met uitzondering van zeven dorpen) en de ambten Hilchenbach en Freudenberg. De stad Siegen deelde hij met zijn achterneef Willem Hyacinth, de katholieke vorst van Nassau-Siegen. Ook volgde Frederik Willem zijn vader op als graaf van Bronkhorst, heer van Wisch, Borculo, Lichtenvoorde en Wildenborch, en erfbaanderheer van het hertogdom Gelre en het graafschap Zutphen. Tot slot volgde Frederik Willem zijn vader op in een deel van het vorstendom Nassau-Hadamar. Omdat hij nog minderjarig was, stond hij tot 1727 onder onder voogdij en regentschap van zijn stiefmoeder Amalia Louise van Koerland.

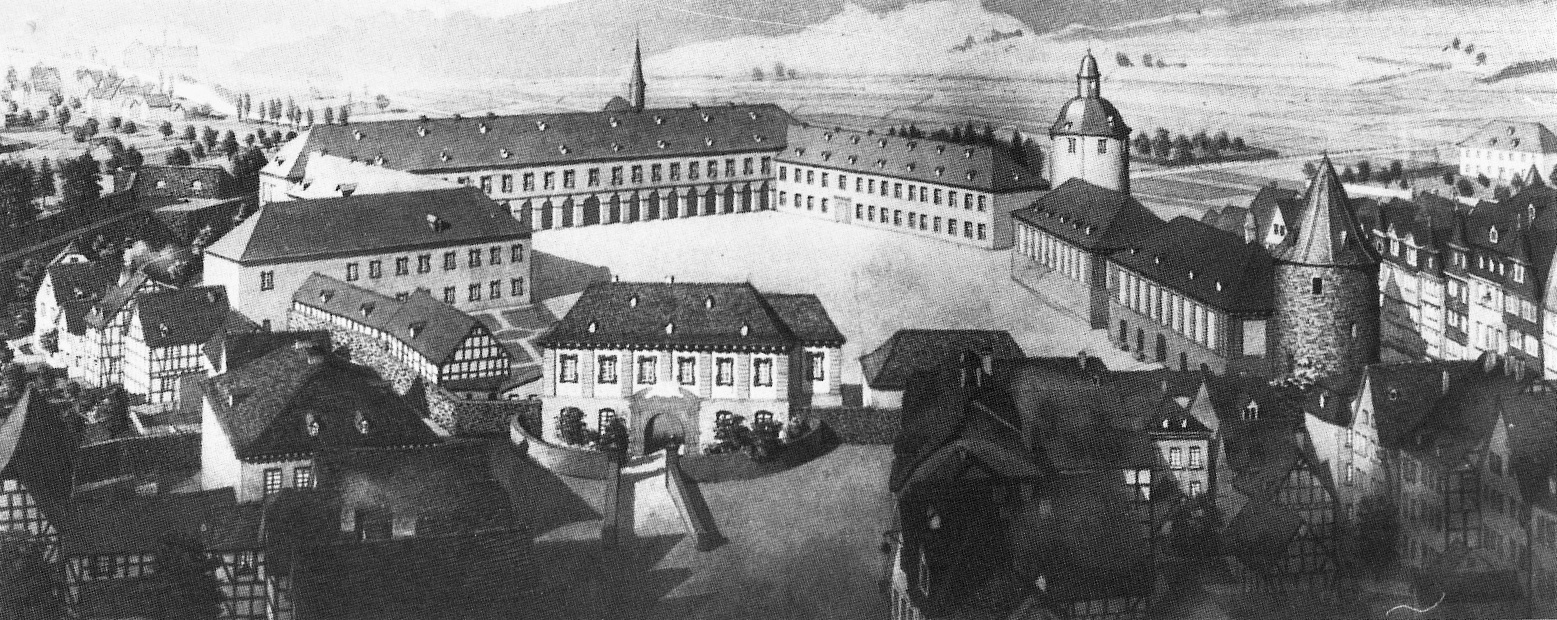
De Nassauischer Hof gezien vanuit het westen, ca. 1720. Poging tot reconstructie, inkttekening, Wilhelm Scheiner, 1922.

Frederik Willem overleed op 2 maart 1734 in de Nassauischer Hof in Siegen, hij was pas 27 jaar. Hij werd op 17 april begraven in de Fürstengruft aldaar. Op 19 juni schonk Sophia Polyxena Concordia het leven aan de vijfde dochter. Er waren dus geen mannelijke erfgenamen, en Sophia Polyxena Concordia moest er noodgedwongen mee instemmen dat de katholieke vorst Willem Hyacinth het gereformeerde land en de stad Siegen in bezit nam. De vorsten Christiaan van Nassau-Dillenburg en Willem Carel Hendrik Friso van Nassau-Diez (in Nederland beter bekend als prins Willem IV van Oranje-Nassau) maakten echter ook aanspraak op de erfenis. Hun soldaten bezetten – terwijl Willem Hyacinth in Spanje was – de Nassauischer Hof in Siegen. Om deze bezetting door Nassau-Dillenburg en Nassau-Diez te verdrijven riep keurvorst Clemens August van Keulen de Landesausschuß in zijn aan het Siegerland grenzende landen op. Op 20 augustus 1735 staken Keulse boeren de grenzen van het vorstendom Nassau-Siegen over en plunderden ‘was ihnen vorkam’. Op 23 augustus werden zij toegelaten tot het (katholieke) slot en rukten met twee- tot drieduizend man op naar de (gereformeerde) Nassauischer Hof. Maar de legers van Nassau-Dillenburg en Nassau-Diez, verenigd met de burgers van Siegen, sloegen de Keulse troepen op de vlucht. Zo bleef het gereformeerde deel van het Siegerland onder de heerschappij van Nassau-Dillenburg en Nassau-Diez vallen.
Ook als weduwe bleef Sophia Polyxena Concordia in de Nassauischer Hof wonen, dat sinds het midden van de 18e eeuw Untere Schloss genoemd wordt. De zuidelijke vleugel van het paleis wordt naar haar nog altijd de Wittgensteiner Flügel genoemd. Ze organiseerde in 1738 het huwelijk van haar broer Frederik met haar schoonzuster Augusta Amalia, en nadat deze al in 1742 overleed, in 1743 met haar jongste schoonzuster Elisabeth Hedwig. Het laatste huwelijk dat ze organiseerde was dat van haar kleindochter Clementine van Bentheim-Steinfurt met graaf Ferdinand Casimir van Isenburg-Büdingen-Wächtersbach in 1775.
Tijdens het bezoek aan zijn Duitse stamlanden in 1741 en 1742 verbleef prins Willem IV van Oranje-Nassau bij Sophia Polyxena Concordia en haar schoonmoeder Amalia Louise in de Nassauischer Hof in Siegen.
Sophia Polyxena Concordia overleed op 15 december 1781 in het Untere Schloss in Siegen. Ze werd op 23 december begraven in de Fürstengruft aldaar. Ze was de laatste persoon die in deze grafkelder werd begraven. Toen bij de renovatie van de Fürstengruft in 1951 de marmeren platen, die in 1893 voor de nissen waren geplaatst, opnieuw moesten worden bevestigd, was het mogelijk een blik te werpen in de graven. Men ontdekte dat veel graven al eerder waren geopend. Achter de platen bevonden zich muren van in het veld gebakken bakstenen, waarvan sommige loszaten en een doorkijk boden naar het inwendige van de nissen. In het licht van een sterke zaklamp kon men zien dat bij de kist van Sophia Polyxena Concordia de artistieke met patina bedekte bronzen handvaten bijzonder opvallend waren.

## Kinderen
Uit het huwelijk van Sophia Polyxena Concordia en Frederik Willem werden de volgende kinderen geboren:
1. Charlotte Sophia Louise[noot 3] (Siegen, 6 juni 1729 – Burgsteinfurt, 2 april 1759), huwde in Siegen op 30 september 1748 met graaf Karel Peter Ernst van Bentheim-Steinfurt (Burgsteinfurt, 30 augustus 1729 – aldaar, 30 juni 1780).
2. Frederica Wilhelmina Polyxena (Nassauischer Hof, Siegen, 3 april 1730 – Slot Wittgenstein, Laasphe, 18 november 1733).
3. Maria Eleonora Concordia (Siegen, 2 maart 1731 – Kamen, 20 april 1759).
4. Frederica Augusta Sophia (Nassauischer Hof, Siegen, 1 juni 1732 – aldaar, 23 maart 1733).
5. Anna Charlotte Augusta[noot 4] (Nassauischer Hof, Siegen, 19 juni 1734 – Untere Schloss, aldaar, 9 juni 1759).

## Voorouders
| Voorouders van Sophia Polyxena Concordia van Sayn-Wittgenstein-Hohenstein | Voorouders van Sophia Polyxena Concordia van Sayn-Wittgenstein-Hohenstein                                         | Voorouders van Sophia Polyxena Concordia van Sayn-Wittgenstein-Hohenstein                                         | Voorouders van Sophia Polyxena Concordia van Sayn-Wittgenstein-Hohenstein                                         | Voorouders van Sophia Polyxena Concordia van Sayn-Wittgenstein-Hohenstein                                         | Voorouders van Sophia Polyxena Concordia van Sayn-Wittgenstein-Hohenstein                                                          | Voorouders van Sophia Polyxena Concordia van Sayn-Wittgenstein-Hohenstein                                                          | Voorouders van Sophia Polyxena Concordia van Sayn-Wittgenstein-Hohenstein                                                          | Voorouders van Sophia Polyxena Concordia van Sayn-Wittgenstein-Hohenstein                                                          |
| ------------------------------------------------------------------------- | --- | --- | --- | --- | --- | --- | --- | --- |
| Betovergrootouders                                                        | Lodewijk II van Sayn-Wittgenstein-Wittgenstein (1571–1634) ⚭ 1598 Juliana van Solms-Braunfels (1578–1630)         | Christiaan van Waldeck-Wildungen (1585–1637) ⚭ 1604 Elisabeth van Nassau-Siegen (1584–1661)                       | ? (?–?) ⚭ ? (?–?)                                                                                                 | ? (?–?) ⚭ ? (?–?)                                                                                                 | Lodewijk II van Sayn-Wittgenstein-Wittgenstein (1571–1634) ⚭ 1598 Juliana van Solms-Braunfels (1578–1630)                          | Christiaan van Waldeck-Wildungen (1585–1637) ⚭ 1604 Elisabeth van Nassau-Siegen (1584–1661)                                        | Johan Filips II van Leiningen-Dagsburg-Hartenburg (1588–1643) ⚭ 1620 Elisabeth van Leiningen-Dagsburg-Falkenburg (1586–1623)       | Christiaan van Waldeck-Wildungen (1585–1637) ⚭ 1604 Elisabeth van Nassau-Siegen (1584–1661)                                        |
| Overgrootouders                                                           | Johan VIII van Sayn-Wittgenstein-Hohenstein (1601–1657) ⚭ 1627 Anna Augusta van Waldeck-Wildungen (1608–1658)     | Johan VIII van Sayn-Wittgenstein-Hohenstein (1601–1657) ⚭ 1627 Anna Augusta van Waldeck-Wildungen (1608–1658)     | ? (?–?) ⚭ ? (?–?)                                                                                                 | ? (?–?) ⚭ ? (?–?)                                                                                                 | Johan VIII van Sayn-Wittgenstein-Hohenstein (1601–1657) ⚭ 1627 Anna Augusta van Waldeck-Wildungen (1608–1658)                      | Johan VIII van Sayn-Wittgenstein-Hohenstein (1601–1657) ⚭ 1627 Anna Augusta van Waldeck-Wildungen (1608–1658)                      | Frederik Emich van Leiningen-Dagsburg-Hartenburg (1621–1698) ⚭ 1644 Sibylla van Waldeck-Wildungen (1619–1678)                      | Frederik Emich van Leiningen-Dagsburg-Hartenburg (1621–1698) ⚭ 1644 Sibylla van Waldeck-Wildungen (1619–1678)                      |
| Grootouders                                                               | Gustaaf van Sayn-Wittgenstein-Hohenstein (1633–1701) ⚭ 1657 Anna Helene de la Place (1634–1705)                   | Gustaaf van Sayn-Wittgenstein-Hohenstein (1633–1701) ⚭ 1657 Anna Helene de la Place (1634–1705)                   | Gustaaf van Sayn-Wittgenstein-Hohenstein (1633–1701) ⚭ 1657 Anna Helene de la Place (1634–1705)                   | Gustaaf van Sayn-Wittgenstein-Hohenstein (1633–1701) ⚭ 1657 Anna Helene de la Place (1634–1705)                   | Frederik Willem van Sayn-Wittgenstein-Hohenstein (1647–1685) ⚭ 1671 Charlotte Louise van Leiningen-Dagsburg-Hartenburg (1652–1713) | Frederik Willem van Sayn-Wittgenstein-Hohenstein (1647–1685) ⚭ 1671 Charlotte Louise van Leiningen-Dagsburg-Hartenburg (1652–1713) | Frederik Willem van Sayn-Wittgenstein-Hohenstein (1647–1685) ⚭ 1671 Charlotte Louise van Leiningen-Dagsburg-Hartenburg (1652–1713) | Frederik Willem van Sayn-Wittgenstein-Hohenstein (1647–1685) ⚭ 1671 Charlotte Louise van Leiningen-Dagsburg-Hartenburg (1652–1713) |
| Ouders                                                                    | August van Sayn-Wittgenstein-Hohenstein (1663–1735) ⚭ 1703 Concordia van Sayn-Wittgenstein-Hohenstein (1679–1709) | August van Sayn-Wittgenstein-Hohenstein (1663–1735) ⚭ 1703 Concordia van Sayn-Wittgenstein-Hohenstein (1679–1709) | August van Sayn-Wittgenstein-Hohenstein (1663–1735) ⚭ 1703 Concordia van Sayn-Wittgenstein-Hohenstein (1679–1709) | August van Sayn-Wittgenstein-Hohenstein (1663–1735) ⚭ 1703 Concordia van Sayn-Wittgenstein-Hohenstein (1679–1709) | August van Sayn-Wittgenstein-Hohenstein (1663–1735) ⚭ 1703 Concordia van Sayn-Wittgenstein-Hohenstein (1679–1709)                  | August van Sayn-Wittgenstein-Hohenstein (1663–1735) ⚭ 1703 Concordia van Sayn-Wittgenstein-Hohenstein (1679–1709)                  | August van Sayn-Wittgenstein-Hohenstein (1663–1735) ⚭ 1703 Concordia van Sayn-Wittgenstein-Hohenstein (1679–1709)                  | August van Sayn-Wittgenstein-Hohenstein (1663–1735) ⚭ 1703 Concordia van Sayn-Wittgenstein-Hohenstein (1679–1709)                  |